# Mercator Medical
Mercator Medical S.A. – polskie przedsiębiorstwo założone w 1996 roku w Krakowie, zajmujące się produkcją odzieży ochronnej jednorazowego użytku medycznego i obłożeń pola operacyjnego (rękawic medycznych, materiałów medycznych jednorazowego użytku, opatrunków oraz produktów ochronnych z włókniny).

## Historia
W 1989 roku Piotr i Wiesław Żyznowscy rozpoczęli działalność pod nazwą Mercator Żyznowski i Spółka Jawna. W 1993 roku firmę przekształcono w spółkę akcyjną. Dalszy rozwój wymusił konieczność podziału firmy na trzy niezależne spółki. W rezultacie powstały: w 1996 roku Mercator Medical S.A., zaś w 1998 roku Mercator Papier S.A. i Mercator Poligrafia S.A.
Spółka Mercator Medical S.A. rozpoczęła działalność od dystrybucji rękawic medycznych oraz ochronnych. Wkrótce asortyment uzupełniono o opatrunki, odzież jednorazowego użytku i obłożenia pola operacyjnego. W 2004 roku spółka zaczęła prowadzić bezpośrednią dystrybucję na Węgrzech i Ukrainie, a w 2006 roku również w Rumunii. Utworzono oddziały w Budapeszcie oraz spółki zależne w Kijowie i Cluj-Napoca. W 2006 roku zarząd Mercator Medical S.A. zdecydował się na zakup udziałów w spółce zlokalizowanej w Tajlandii, zajmującej się produkcją rękawic medycznych. Wówczas powstała spółka Mercator Medical (Thailand) Ltd. W kwietniu 2015 roku Grupa wraz z rosyjskim partnerem mniejszościowym rozpoczęła działalność w Rosji. Uruchomienie Mercator Medical OOO z siedzibą w Sankt Petersburgu pozwoliło na dynamizację bezpośredniej sprzedaży do innych krajów byłego ZSRR, na Bałkany oraz do krajów graniczących z Polską, głównie do Czech i na Słowację. W 2015 roku Grupa powiększyła się o spółkę zależną Mercator Medical z siedzibą w USA oraz spółkę w Czechach – Mercator Medical s.r.o. W 2017 roku została uruchomiona spółka Mercator Medical Italia s.r.l. działająca we Włoszech. W 2017 roku Mercator Medical (Thailand) Ltd. rozpoczęła budowę kolejnej fabryki rękawic nitrylowych w Tajlandii – zakład ten funkcjonuje od 2018 roku. W 2019 roku Grupa zdecydowała się na uruchomienie spółki w Niemczech, Mercator Medical GmbH.
Dziś produkty Grupy Mercator Medical są obecne na wszystkich kontynentach. Wraz z dystrybucją rękawic kupowanych od zewnętrznych dostawców łączny potencjał sprzedażowy Grupy można szacować na około 6 mld rękawic rocznie.
Firma posiada certyfikaty: EN ISO 9001:2015 oraz EN ISO 13485:2016, zezwalające m.in. na produkcję medycznych rękawic diagnostycznych i materiałów opatrunkowych, zakupy, przechowywanie, konfekcjonowanie oraz sprzedaż krajową i eksportową wyrobów medycznych oraz środków ochrony indywidualnej. Spółka posiada również Certyfikaty EC zgodne z Dyrektywą Medyczną 93/42/EEC poświadczające prowadzenie systemu zapewnienia jakości w produkcji oraz kontroli końcowej jałowych i niejałowych materiałów opatrunkowych, obłożeń pola operacyjnego oraz rękawic chirurgicznych.

## Struktura
Siedziba Spółki znajduje się w Krakowie. W skład Grupy Mercator Medical wchodzą: polska spółka-matka Mercator Medical S.A. oraz najważniejsze spółki zależne: Mercator Medical (Thailand) Ltd. w Tajlandii, Mercator Medical TOB na Ukrainie, Mercator Medical s.r.l. w Rumunii, Mercator Medical OOO w Rosji, Mercator Medical s.r.o w Czechach, Mercator Medical KFT. na Węgrzech, Mercator Medical Italia s.r.l. we Włoszech oraz Mercator Medical GmbH w Niemczech. Centrum Logistyczne i Biuro Obsługi Klienta Mercator Medical S.A. znajdują się w Brześciu Kujawskim. W październiku 2019 roku spółka Mercator Medical S.A. podpisała umowę z Yusen Logistics (Polska) Sp. z o.o., dzięki której zyskała dodatkowe powierzchnie magazynowe, w nowym obiekcie przy terminalu kontenerowym w Gdańsku.
Grupa Mercator Medical posiada dwa własne zakłady produkcyjne w Tajlandii. Są one zlokalizowane w tej części świata ze względu na dostęp do surowca, z którego wytwarzane są rękawice ochronne – lateksu kauczuku naturalnego. Zakup fabryki rękawic w Tajlandii w 2006 roku miał na celu zapewnienie bezpieczeństwa dostaw tego surowca dla produkcji rękawic lateksowych i był pierwszą inwestycją przemysłową realizowaną przez polską firmę w tym kraju. W marcu 2015 roku w fabryce została uruchomiona kolejna linia produkcyjna (ostatnia z czterech nowych linii uruchamianych od początku 2014 roku). Dzięki budowie drugiej fabryki rękawic w Tajlandii (inwestycja warta 117 mln zł; ostatnia linia produkcyjna oddana we wrześniu 2018 roku) zdolności wytwórcze spółki zwiększyły się o 150% – do 3 mld rękawic rocznie. Mercator Medical (Thailand) Ltd. jest światowym producentem i dystrybutorem wysokiej jakości jednorazowych rękawic diagnostycznych wykonanych z nitrylu i lateksu. W swojej ofercie posiada rękawice przeznaczone dla branży medycznej, przemysłowej, spożywczej oraz motoryzacyjnej, w tym rękawice do procedur o podwyższonym ryzyku wystąpienia zakażenia. Spółka sprzedaje swoje produkty na rynku globalnym i dostarcza je do poszczególnych podmiotów Grupy Mercator Medical.
Mercator Medical S.A. posiada sieć partnerów handlowych w ponad 70 krajach na wszystkich kontynentach i jest dostawcą produktów głównie dla jednostek służby zdrowia, zakładów przemysłowych oraz hurtowni farmaceutycznych.

## Akcjonariat
18 października 2013 roku Mercator Medical S.A. opublikowała prospekt emisyjny. 21 listopada 2013 roku nastąpił debiut firmy na warszawskiej Giełdzie Papierów Wartościowych.
W 2016 roku spółka przeprowadziła kolejną emisję akcji, które zostały objęte przez inwestorów giełdowych. Pozyskana z emisji kwota została wykorzystana na sfinansowanie planowanej dalszej rozbudowy fabryki rękawic prowadzonej przez spółkę zależną w Tajlandii.
Zgodnie ze stanem na 17 lipca 2020 roku głównym akcjonariuszem Mercator Medical S.A. jest Anabaza Ltd. – 60,13% Pozostałe akcje – 39,87%. – są w rękach akcjonariuszy prywatnych.

## Produkty
Obecnie Mercator Medical S.A. posiada w swojej ofercie około 120 produktów własnych oraz produkty renomowanych międzynarodowych marek. Spółka sprzedaje je do 70 krajów na pięciu kontynentach (2% udziału w rynku globalnym). Poszczególne produkty były wprowadzane od 1997 roku, kiedy to rozpoczęła się produkcja i dystrybucja własnej marki rękawic medycznych Comfort, Santex oraz Proster aż do 2012 roku, w którym nastąpiło poszerzenie oferty o zestawy obłożeń pola operacyjnego i specjalistyczne serwety chirurgiczne. W tym okresie wdrożono także diagnostyczne rękawice bezpudrowe o obniżonej zawartości protein lateksu – Comfort PF i DermaGel oraz diagnostyczne rękawice winylowe Vinylex, będące pierwszym dostępnym w Polsce zamiennikiem rękawic lateksowych. W 2005 roku spółka rozpoczęła współpracę dystrybucyjną z firmą Ansell. W tym samym roku Mercator Medical S.A. wprowadził na rynek specjalistyczne rękawice chirurgiczne Orthopeg, Microtex, Gynoglove i Syntec NEOPRENE, rękawice dla stomatologów Texident, rękawice dla procedur o podwyższonym ryzyku zakażenia, rękawice diagnostyczne jałowe ProHand oraz rękawice winylowe bezpudrowe. Tuż po podjęciu decyzji o zakupie fabryki rękawic w Tajlandii spółka poszerzyła ofertę o nową grupę produktów opatrunki medyczne obejmujące: kompresy z gazy, kompresy włókninowe, kompresy wysokochłonne, przylepce na różnych nośnikach, opatrunki do mocowania kaniul, opatrunki chirurgiczne, opaski gipsowe, opaski podtrzymujące i rękawy opatrunkowe.

## Nagrody i wyróżnienia
- Ogólnopolski Przegląd Medyczny – Produkt roku 2003 dla diagnostycznych rękawic winylowych Vinylex[1].
- Nagroda czasopisma Puls Biznesu – Gazele Biznesu w latach 2003, 2004, 2012, 2013, 2014, 2015, 2016, 2017, 2018 i 2019[8].
- Wyróżnienie w VIII edycji Ogólnopolskiego Konkursu Gepardy Biznesu 2013 i w Ogólnopolskim Konkursie Światowa Firma 2013 oraz 2014[9].
- Światowa Firma 2013 – wyróżnienie w rankingu Instytutu Nowoczesnego Biznesu[10].
- Globalny Lider Przyszłości w konkursie Go Global w 2014 roku[11].
- Diamenty Forbesa 2015 i 2019[12].
- Wyróżnienie Mercator Medical S.A. w konkursie Dobry Wzór 2015[8].
- Wyróżnienie dla Prezesa Grupy Mercator Medical doktora Wiesława Żyznowskiego 16. edycji konkursu EY Przedsiębiorca Roku w 2018 roku[13].
- Brązowy Finalista Polish Project Excellence Award 2019 w kategorii Projekty Inwestycyjne – za zakończony z sukcesem projekt budowy fabryki rękawic nitrylowych w Tajlandii[14].
- Wyróżnienie w kategorii Debiut w XXII edycji rankingu Lista 500 dziennika „Rzeczpospolita” w 2020 roku. Mercator Medical S.A. otrzymał Orła „Rzeczpospolitej” za szybki rozwój i obecność na rynkach całego świata[15].